# Proyecto de búsqueda de exoplanetas habitables
El proyecto de búsqueda de exoplanetas habitables es una red internacional de astrónomos profesionales y aficionados para la búsqueda de planetas potencialmente habitables alrededor de estrellas ubicadas cerca del sistema solar.

## Historia
El proyecto se creó a propuesta de Alberto Caballero, un astrónomo aficionado, para complementar las observaciones de proyectos existentes como Telescopio espacial Kepler o TESS. A diferencia de estos, la red de observadores del proyecto de búsqueda de exoplanetas habitables se concentra en el seguimiento continuo de estrellas durante un periodo de tiempo de meses, lo suficientemente largo para observar un tránsito planetario. A fecha de diciembre de 2019, la red comprendía 32 observatorios ubicados en todo el mundo.

Los participantes buscan nuevos exoplanetas alrededor de estrellas de tipo G, K o M no fulgurantes y ubicadas a menos de 100 años luz de la Tierra. La lista inicial de objetivos constaba de 10 estrellas que con exoplanetas en tránsito conocidos fuera de la zona habitable.  Estas estrellas son predominantemente enanas rojas porque lleva menos tiempo descartar la existencia de exoplanetas potencialmente habitables alrededor de este tipo.
El grupo ya ha realizado observaciones sobre GJ 436 y GJ 1214.

## Técnicas
La mayoría de los observatorios participantes en el proyecto son capaces de detectar profundidades de tránsito tan bajas como 0.1% y exoplanetas con un radio de 0.7 radios terrestres. Para buscar nuevos exoplanetas, el equipo utiliza dos métodos diferentes: fotometría de tránsito y variación de la duración del tránsito.

## Descubrimientos
En julio de 2020, el grupo reportó en arXiv 13 candidatos a exoplanetas orbitando la estrella GJ 3470. Se tratan de los primeros candidatos descubiertos completamente por astrónomos amateurs.